# 埃爾塞羅 (新墨西哥州)
埃爾塞羅（英語：El Cerro）是位於美國新墨西哥州巴倫西亞縣的普查規定居民點。

## 人口
根據2020年美國人口普查的數據，埃爾塞羅的面積為11.00平方千米，皆為陸地。當地共有人口2946人，而人口密度為每平方千米267.82人。